# Міжрегіональний центр гуманітарного розмінування та швидкого реагування ДСНС України
Міжрегіональний центр гуманітарного розмінування та швидкого реагування ДСНС України (МЦГР ШР ДСНС Україйни) — аварійно-рятувальне формування центрального підпорядкування Оперативно-рятувальної служби цивільного захисту Державної служби України з надзвичайних ситуацій, що створений 2020 року на базі Навчального центру Оперативно-рятувальної служби цивільного захисту ДСНС України, який є правонаступником 238-ї окремої Харківської учбової бригади  військ Цивільної оборони України та призначений для виконання заходів щодо захисту населення та територій у разі виникнення надзвичайних ситуацій техногенного, природного і воєнного характеру, проведення комплексу робіт із гуманітарного розмінування територій та об`єктів; запобігання та реагування на їх виникнення; у заходах територіальної оборони і антитерористичної діяльності, участі у міжнародних рятувальних та інших гуманітарних операціях, а також професійно-технічного та спеціального навчання особового складу сил цивільного захисту ДСНС України й аварійно-рятувальних служб.

## Історія підрозділу

### В радянський період
1940 року за наказом Народного комісара оборони СРСР у м. Львові почалося формування 49-го окремого інженерно-протихімічного батальйону. Напередодні Великої Вітчизняної Війни батальйон було передислоковано до околиць міста Харкова.
Особовий склад брав участь у рятуванні людей, в захисті житлових будинків, промислових об'єктів під час нальотів ворожої авіації, проводив роботи з мінування промислових об'єктів.
В липні 1943 року на базі батальйону починалось формування 7-го інженерно-протихімічного полку. 24 вересня полку вручено Бойовий Прапор частини.
Після звільнення Харкова від німецько-фашистських загарбників, починаючи з жовтня 1943 року, військовослужбовцями полку було виконано величезний обсяг робіт з відновлення інфраструктури міста. Було розміновано понад 50 промислових підприємств, знешкоджено понад 323 тисяч вибухонебезпечних предметів, зокрема 7300 артснарядів, близько семи тисяч протипіхотних і протитанкових мін, відбудовано та відремонтовано велику кількість об'єктів енергетики, промисловості, транспорту.
Указом Президії Верховної Ради СРСР від 2 листопада 1944 року за зразкове виконання завдань уряду і проявлені під час цього звитягу і високий професіоналізм 7-й інженерно-протихімічний полк був нагороджений ‎Орденом Червоного Прапора.
17 лютого 1965 року полк перейменовано на 434 окремий Червонопрапорний полк Цивільної оборони СРСР (в/ч 42209).
3 травня 1973 року на частину покладались завдання з підготовки молодших командирів і фахівців для частин Цивільної оборони колишнього СРСР.
1 липня 1991 року було надано інше найменування — 238 Окрема учбова бригада Цивільної оборони
У повоєнні роки військовослужбовці та техніка полку неодноразово залучалися до усунення наслідків масштабних надзвичайних ситуацій та пожеж на теренах колишнього СРСР, а також ліквідації наслідків Чорнобильської катастрофи. Понад 70 військовослужбовців частини брали участь у війні в Афганістані.

### Післявідновлення незалежностіУкраїни

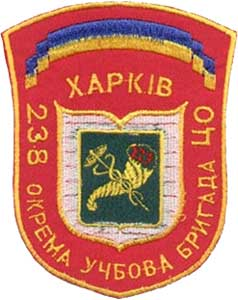
Нарукавний знак 238-ї окремої учбової бригади ЦО

У січні 1992 р. особовий склад бригади склав присягу на вірність українському народові. Тоді ж бригада увійшла до складу Збройних Сил України, а згідно Постанови Кабінету Міністрів України від 28 січня 1992 р. N 35 була передана у підпорядкування Штабу цивільної оборони України. В 1993 році отримала нове умовне найменування «Військова частина Д0050».
З 28 жовтня 1996 року 238 Окрема учбова бригада Цивільної оборони ввійшла до складу сил Міністерства України з питань надзвичайних ситуацій та у справах захисту населення від наслідків Чорнобильської катастрофи.
8 вересня 1999 року Указом Президента України бригаді було надано почесне найменування «Харківська».
В 2000 році бригада була реорганізована і отримала нове найменування - 1 Навчальний центр цивільної оборони МНС України (в/ч Д0050).
25 серпня 2004 року 1 Навчальний центр цивільної оборони МНС України було реформовано і перейменовано на 2 Регіональний рятувальний загін Оперативно-рятувальної служби цивільного захисту МНС України (в/ч Д0050).
Навчальний центр Оперативно-рятувальної служби цивільного захисту МНС України створено наказами МНС України від 25.10.2005 № 279 «Про визначення оптимальних напрямків реформування сил МНС України і здійснення організаційно-штатних заходів», від 08.11.2005 № 320 «Про здійснення організаційно-штатних заходів у організаційних структурах, підпорядкованих МНС України». 
Умовне найменування «в/ч Д0050» було анульоване, військовослужбовці частини були переведені на внутрішню службу.
Міжрегіональний центр гуманітарного розмінування та швидкого реагування ДСНС України створений відповідно до Наказу ДСНС України №497 від 07.09.2020 на базі Навчального центру ОРС ЦЗ.
За час незалежності України підрозділ неодноразово залучався до ліквідації наслідків надзвичайних ситуацій техногенного та природного характеру, зокрема ліквідації наслідків повені на Закарпатті 1998 р., здійснення робіт з розмінування території, яка постраждала від серії пожеж та вибухів на військових арсеналах у м. Артемівську Донецької обл. (2003 р.), у с. Новобогданівка Запорізької обл. (2004 р.), м. Лозова Харківської обл. (2008 р.).

## Центр сьогодні
Станом на 2015 рік Навчальний центр ОРС ЦЗ являє собою потужний та повноцінний рятувальний загін та навчальна частина, що розміщується на теренах військового містечка колишньої 238-ї окремої навчальної бригади ЦО загальною площею 94 Га, оточений сосновими лісами Харківщини, між селищем Ватутіне та містом Мерефа. Можливості Центру забезпечують належні умови для проживання, навчання, харчування, організації дозвілля, спортивних заходів та медичного забезпечення слухачів; розміщення та зберігання навчальної та бойової техніки і матеріально-технічних засобів; забезпечення постійної готовності до реагування на надзвичайні ситуації чергових аварійно-рятувальних підрозділів Центру.

### Загальна структура Центру
Організаційно Центр складається з управління, навчальних підрозділів (циклів і курсів); бойових підрозділів (оперативного реагування), що залучаються до проведення аварійно-рятувальних та інших невідкладних робіт; підрозділів тилу (забезпечення).
УПРАВЛІННЯ
- Керівництво;
- Відділ планування і контролю;
- Відділення чергової служби;
- Відділ персоналу;
- Канцелярія;
- Група спеціального зв'язку та режиму секретності;
- Відділ економіки та фінансів;
- Відділ матеріально-технічного забезпечення.

ПІДРОЗДІЛИ ОПЕРАТИВНОГО РЕАГУВАННЯ
- Група рятувальних робіт
  - 4 рятувальних відділень
  - Відділення пошуково-рятувальних робіт
  - Відділення радіаційного, хімічного і біологічного захисту
  - Відділення забезпечення рятувальних робіт
- Група піротехнічних робіт
  - 3 піротехнічних відділення
- Група гірничорятувальних (аварійно-рятувальних) робіт (місце розташування м. Харків)
  - 4 відділення гірничорятувальних (аварійно-рятувальних) робіт
  - Радіохімічна лабораторія

НАВЧАЛЬНІ ПІДРОЗДІЛИ (см. «Навчальний процес»)
- 6 навчальних циклів
- 2 навчальні курси

ПІДРОЗДІЛИ ЗАБЕЗПЕЧЕННЯ
- Частина забезпечення та обслуговування
  - Група забезпечення
    - відділення навчальної інженерної техніки
    - відділення навчальної спеціальної техніки
    - автомобільне відділення
    - ремонтне відділення
    - їдальня

  - Експлуатаційно-господарська група
  - Команда воєнізованої охорони
  - Вузол телекомунікаційних систем та інформаційних технологій
    - Відділення інформаційних технологій
    - Відділення рухомих засобів телекомунікацій

  - Навчально-тренувальний полігон
- Пункт охорони здоров'я (з лазаретом на 10 ліжок)
- Парк бойової та навчальної техніки (можливе розміщення 160 од. Колісної та 32 од. Важкої гусеничної техніки)
- Склади (поточного зберігання; озброєння; тривалого зберігання)
- Підсобне господарство

### Навчальний процес
Освітня діяльність у Навчальному центрі Оперативно-рятувальної служби цивільного захисту здійснюється за напрямами:
- підготовка, перепідготовка та підвищення кваліфікації кваліфікованих робітників з питань цивільного захисту ДСНС України;
- підготовка фахівців за потребами держави, юридичних та фізичних осіб;
- підготовка, перепідготовка і підвищення кваліфікації фахівців, зайнятих у різних галузях суспільного життя на підприємствах, установах та організаціях різних форм власності.

Навчальний процес здійснюється на шести навчальних циклах підготовки фахівців:
- Цикл підготовки фахівців рятувальних підрозділів

(рятувальник, верхолаз, матрос-рятівник, рятувальник-моторист)
- Цикл підготовки фахівців піротехнічних підрозділів

(сапер (розмінування))
- Цикл підготовки фахівців інженерних підрозділів та зв'язку

(машиніст дорожньо-транспортних машин, машиніст екскаватора, машиніст крана автомобільного, Машиніст землерийно-фрезерної самохідної машини, радіотелефоніст, машиніст електростанції пересувної
- Цикл підготовки фахівців підрозділів радіаційного та хімічного захисту

(дозиметрист, дезактиваторник, дезінфектор)
- Цикл підготовки фахівців пожежно-рятувальних підрозділів

(командир відділення Оперативно-рятувальної служби цивільного захисту, пожежний-рятувальник, машиніст насосних установок пожежно-рятувального транспортного засобу, машиніст автопідіймача (автодрабини) пожежно-пересувної)
- Цикл загальної підготовки

Для забезпечення освітніх та матеріально-побутових потреб навчальних циклів на території Центру функціонують:
- окремий навчальний корпус
- навчально-тренувальний полігон
  - навчальний майданчик підготовки підрозділів РХБЗ
  - навчальний майданчик підготовки піротехнічних підрозділів
  - навчальний майданчик підготовки пожежно-рятувальних підрозділів
  - навчальний майданчик підготовки рятувальних підрозділів
  - навчальний майданчик підготовки підіймально-кранових підрозділів
  - навчальний підривний майданчик
  - водойма
- навчальний інженерний машинодром
- стрільбище
- база газодимозахисної служби
- стадіон
- критий спортивний комплекс
- клуб
- гуртожиток на 400 місць на базі окремого казарменого приміщення
- лазня
- їдальня на 400 місць
- лазарет на 10 ліжок

## Техніка на озброєнні Центру
На озброєнні підрозділів Центру знаходиться техніка оперативного реагування — аварійно-рятувальна, інженерна, РХБЗ, піротехнічна, пожежна, а також техніка забезпечення — зв'язку, життєзабезпечення, автомобільна, ремонтна.

### Аварійно-рятувальна техніка
- Спеціальні аварійно-рятувальні машини САРМ-10 (ЗІЛ-131)
- Спеціалізовані причепи — мотопомпа МП-1600, компресорна станція PKD-12 «Skoda», агрегат зварки АДД-4001

### Інженерна техніка
- Кран автомобільний КС-4561АМ (КрАЗ-250) із палебійною установкою
- Екскаватори одно-ковшові військові ЕОВ-4421 (КрАЗ-255Б)
- Самоскиди КамАЗ-5511
- Шляхопрокладачі гусеничні БАТ-2
- Інженерні машини розгородження ІМР-2
- Механізована машина розмінування Armtrac 400[6]
- Плавальні транспортери середні ПТС-М
- Тягачі важкі артилерійські АТ-Т, МТ-Т
- Машини для риття котлованів МДК-2
- Траншейна машина ТМК-2
- Бульдозер гусеничний Б-10М
- Бульдозер колісний БКТ-2РК
- Електростанції причіпні силові DJ-40PD, ЕСД-50ВС, ЕСД-100ВС

### Техніка радіаційного, хімічного та біологічного захисту
- Машина радіаційної та хімічної розвідки УАЗ-469РХ (УАЗ-469)
- Машина радіаційної, хімічної, біологічної розвідки і лабораторного контролю на базі Ford Transit
- Машини радіаційної і хімічної розвідки БРДМ-2РХБ
- Авторозливні станції АРС-14 (ЗІЛ-131)
- Дезінфекційно-душові установки ДДА-66 (ГАЗ-66)
- Пересувна ремонтно-хімічна майстерня ПРХМ-1М (ГАЗ-66)

### Техніка розмінування (піротехнічна)
- Оперативно-піротехнічні машини ОПМ на базі УАЗ-469, УАЗ-3151
- Піротехнічні машини важкого типу на базі КамАЗ-4310, Урал-4320
- Піротехнічні машини легкого ПМ-Л на базі ГАЗ-66, IVECO

### Пожежна техніка
- Автомобіль першої допомоги АППД-2 (3310)-274
- Автоцистерна АЦ-40 (131)-137А
- Пожежна насосна станція ПНС-110 (131) -131А
- Автодрабина АЛ-30 (131)-ПМ506В

### Техніка забезпечення
- Універсальний моторний підігрівач УМП-350 (ЗіЛ-131)
- Техніка забезпечення питною водою УДВ-15, МАФС-3 (ЗіЛ-131), АЦПТ-1,7 (ГАЗ-66)
- Командно-штабні машини і пересувні радіостанції  Р-142Н, Р-142г, Р-415, Р-140-0,5 (ГАЗ-66)
- Важкі танкові тягачі МАЗ-537 з напівпричепами-ваговозами ЧЗМАП-9990, МАЗ-5247
- Автомобілі санітарні на шасі ГАЗ-2705, ГАЗ-66, Toyota
- Бортові автомобілі та автопоїзди

## Керівництво
Начальники МЦГР ШР ДСНС України: 
- підполковник сл. цив. захисту Овчарук Ігор Васильович
- Лаврик Володимир Вікторович (2005)[7][уточнити]